# Tribolospora sycopsidis
Tribolospora sycopsidis är en svampart som beskrevs av D.A. Reid 1966. Tribolospora sycopsidis ingår i släktet Tribolospora, divisionen sporsäcksvampar och riket svampar.   Inga underarter finns listade i Catalogue of Life.